# Ruta Nacional 34 (Colombia)
La Ruta Nacional 34 fue una ruta colombiana de tipo transversal que iniciaba en el municipio de Palmira, departamento del Valle del Cauca y finalizaba en el municipio de La Uribe ,departamento de Meta, donde cruzaría con el tramo 65A02 de la Ruta Nacional 65A. Era una ruta planeada para comunicar el departamento del Valle del Cauca con los Llanos Orientales atravesando las cordilleras Central y Oriental. Así mimo una alternativa para el paso por la cordillera Central pasando por el Páramo de las Hermosas. 

## Antecedentes
La ruta fue establecida en la Resolución 3700 de 1995 y eliminada por la Resolución 339 de 1999 donde sus tramos ahora forman parte de la Red Vial Secundaria departamental. Algunos tramos no se definieron ni se construyeron.  
Desde el año 2012, se ha venido realizando el proyecto Pacífico-Orinoquía que pretende construir una conexión entre Los Llanos Orientales y el Pacífico usando una vía alterna a la Ruta Nacional 40 en su paso por el centro del país. El trazado proyectado es bastante similar al de la Ruta Nacional 34. Sin embargo, los puntos más críticos del Proyecto son en el Páramo de las Hermosas y en el punto entre Uribe y Colombia. Pues son tramos montañosos cuyo trazado es más complejo y atraviesan zonas protegidas de páramo, lo cual el freno ha sido por las licencias ambientales y falta de músculo financiero para concluir las obras. Sin embargo  el Proyecto Pacífico-Orinoquía se encuentra incluido Plan Maestro de Transporte Intermodal (PMTI) y en el Plan Nacional de Desarrollo 2018-2022 por lo cual ya se han aprobado dineros para realizar estudios y también se ha planeado la posibilidad de un sistema multimodal incluyendo un corredor férreo con un túnel de 40 km atravesando la Cordillera Central. De ser finalizada la obra sería una de las vías más importantes del país.

## Descripción de la ruta
La ruta estaba dividida de la siguiente manera:

### Ruta eliminada o anterior[5]
| Código | Tipo  | Recorrido                         | Situación Actual |
| ------ | ----- | --------------------------------- | --- |
| 3401   | Tramo | Palmira - Ataco                   | - 3401 Carretera Secundaria Departamental (Palmira - Límite Valle-Tolima) - Carretera Inexistente (Límite Valle-Tolima - Rioblanco) - Carreteables no definidos (Rioblanco - Ataco) |
| 3402   | Tramo | Ataco - Colombia                  | - 45TL02 Carretera Secundaria Departamental (Ataco - Pole) - Carreteables no definidos (Pole - Colombia) - co)                                                                      |
| 3403   | Tramo | Colombia - El Totumo - Uribe      | - 3403 Carretera Secundaria Departamental (Colombia - El Dorado) - Carretera Inexistente (El Dorado - Uribe)                                                                        |
| 34VL01 | Ramal | Tienda Nueva - Puente Las Águilas | - 34VL01 Carretera Terciaria Departamental |

## Municipios
Las ciudades y municipios por los que recorre la ruta son los siguientes:
Convenciones:
- Fondo Azul : Recorrido actual.
- Fondo Gris : Recorrido anterior.
- Negrita: Cabecera municipal.
- Texto azul: Ríos.
- Texto verde: Parques nacionales.

| Tramo | Municipio | Recorrido                                                                     | Departamento    |
| ----- | --------- | ----------------------------------------------------------------------------- | --------------- |
| 3401  | Palmira   | Palmira; Tienda Nueva; Potrerillo; Páramo de las Hermosas.                    | Valle del Cauca |
| 3401  | Rioblanco | Área rural no definida; Rioblanco.                                            | Tolima          |
| 3401  | Ataco     | Área rural no definida; Ataco.                                                | Tolima          |
| 3402  | Ataco     | Ataco; Área rural no definida.                                                | Tolima          |
| 3402  | Natagaima | Pole (Cruce 4506 ); Río Magdalena; Área rural no definida.                    | Huila           |
| 3402  | Alpujarra | Área rural no definida.                                                       | Huila           |
| 3402  | Colombia  | Área rural no definida; Colombia.                                             | Huila           |
| 3403  | Colombia  | Colombia; La Laja; San Agustín; San Pedro; El Dorado; Área rural no definida. | Huila           |
| 3403  | Uribe     | Área rural no definida; Uribe.                                                | Meta            |

## Concesiones y proyectos
Actualmente la Ruta Nacional, aunque está eliminada, si tiene proyectos a largo plazo, los cuales son:

### Concesiones y proyectos futuros
| Código | Sector                   | Tipo            | Cód. proyecto | Nombre Proyecto               | Concesionaria | Unidad Funcional | Etapa    | PR Inicial | PR Final | Longitud km. |
| ------ | ------------------------ | --------------- | ------------- | ----------------------------- | ------------- | ---------------- | -------- | ---------- | -------- | ------------ |
| 3402   | Cruce Ruta 45 - Colombia | Proyecto INVIAS | ED008         | Conexión Pacífico - Orinoquía | NA            | NA               | Estudios | NA         | NA       | NA           |
| 3403   | Colombia - Uribe         | Proyecto INVIAS | ED008         | Conexión Pacífico - Orinoquía | NA            | NA               | Estudios | NA         | NA       | NA           |